# Cal Casserres (Guixers)
Cal Casserres és una masia situada al municipi de Guixers, a la comarca catalana del Solsonès.